# Liste von Parlamentariern der Democratic Socialists of America
Die Liste von Parlamentariern der Democratic Socialists of America ist eine Liste der Mitglieder der Democratic Socialists of America, die in US-amerikanischen Parlamenten wie dem Kongress der Vereinigten Staaten oder in den Legislativen der Bundesstaaten sind.

## Senat der Vereinigten Staaten
Im Senat der Vereinigten Staaten gab es noch keine Mitglieder der Democratic Socialists of America.

## Repräsentantenhaus der Vereinigten Staaten
Folgende Personen sind Mitglied der Democratic Socialists of America und Abgeordnete im Repräsentantenhaus der Vereinigten Staaten.
| Name                     | Staat    | Distrikt | Amtszeit  |
| ------------------------ | -------- | -------- | --------- |
| Alexandria Ocasio-Cortez | New York | NY-14    | seit 2019 |
| Jamaal Bowman            | New York | NY-16    | ab 2021   |
| Rashida Tlaib            | Michigan | MI-13    | seit 2019 |
| Cori Bush                | Missouri | MO-1     | ab 2021   |

### Frühere Mitglieder
| Name                                 | Staat       | Distrikt           | Amtszeit  |
| ------------------------------------ | ----------- | ------------------ | --------- |
| Danny K. Davis (ehemaliges Mitglied) | Illinois    | IL-7               | seit 1997 |
| John Conyers                         | Michigan    | MI-1, MI-14, MI-13 | 1965–2017 |
| Ron Dellums                          | Kalifornien | CA-9               | 1971–1998 |
| David E. Bonior                      | Michigan    | MI-12, MI-10       | 1977–2003 |
| Major Owens                          | New York    | NY-12, NY-11       | 1983–2007 |

## State Legislature
Folgende Mitglieder sind in den State Legislature Upper Houses (Senat) oder Lower Houses (Repräsentantenhaus):

### Upper Houses

#### Aktuelle Mitglieder
| Name            | Staat        | Kammer       | Distrikt | Amtszeit  |
| --------------- | ------------ | ------------ | -------- | --------- |
| Julie Gonzales  | Colorado     | Senate       | 34th     | seit 2019 |
| Jen McEwen      | Minnesota    | Senate       | 7th      | ab 2021   |
| Omar Fateh      | Minnesota    | Senate       | 62th     | ab 2021   |
| Julia Salazar   | New York     | State Senate | 18th     | seit 2019 |
| Jabari Brisport | New York     | State Senate | 25th     | ab 2021   |
| Nikil Saval     | Pennsylvania | State Senate | 1st      | ab 2021   |
| Sam Bell        | Rhode Island | State Senate | 5th      | seit 2019 |

#### Frühere Mitglieder
| Name                 | Staat    | Kammer | Distrikt | Amtszeit  |
| -------------------- | -------- | ------ | -------- | --------- |
| Constance N. Johnson | Oklahoma | Senate | 48th     | 2005–2014 |

### Lower Houses

#### Aktuelle Mitglieder
| Name                    | Staat         | House                    | Distrikt          | Amtszeit  |
| ----------------------- | ------------- | ------------------------ | ----------------- | --------- |
| Alex Lee                | Kalifornien   | State Assembly           | 25th              | seit 2020 |
| Edwin Vargas            | Connecticut   | House of Representatives | 6th               | seit 2013 |
| Amy Perruso             | Hawaii        | House of Representatives | 46th              | seit 2019 |
| Patti Minter            | Kentucky      | House of Representatives | 20th              | seit 2019 |
| Grayson Lookner         | Maine         | House of Representatives | 37th              | seit 2021 |
| Michael Sylvester       | Maine         | House of Representatives | 39th              | seit 2017 |
| Vaughn Stewart          | Maryland      | House of Delegates       | 19th              | seit 2019 |
| Gabriel Acevero         | Maryland      | House of Delegates       | 39th              | seit 2019 |
| Mike Connolly           | Massachusetts | House of Representatives | 26th Middlesex    | seit 2017 |
| Erika Uyterhoeven       | Massachusetts | House of Representatives | 27th Middlesex    | ab 2021   |
| Jade Bahr               | Montana       | House of Representatives | 50th              | ab 2019   |
| Danny Tenenbaum         | Montana       | House of Representatives | 95th              | ab 2019   |
| Abraham Aiyash          | Michigan      | House of Representatives | 4th               | ab 2021   |
| Timothy Smith           | New Hampshire | House of Representatives | Hillsborough 17th | seit 2012 |
| Mark King               | New Hampshire | House of Representatives | Hillsborough 33th | seit 2016 |
| Jessica González-Rojas  | New York      | State Assembly           | 34th              | ab 2021   |
| Zohran Mamdani          | New York      | State Assembly           | 36th              | ab 2021   |
| Emily Gallagher         | New York      | State Assembly           | 50th              | ab 2021   |
| Marcela Mitaynes        | New York      | State Assembly           | 51st              | ab 2021   |
| Phara Souffrant Forrest | New York      | State Assembly           | 57th              | ab 2021   |
| Ruth Buffalo            | North Dakota  | House of Representatives | 27th              | seit 2019 |
| Sara Innamorato         | Pennsylvania  | House of Representatives | 21st              | seit 2019 |
| Summer Lee              | Pennsylvania  | House of Representatives | 34th              | seit 2019 |
| Elizabeth Fiedler       | Pennsylvania  | House of Representatives | 184th             | seit 2019 |
| Rick Krajewski          | Pennsylvania  | House of Representatives | 188th             | ab 2021   |
| David Morales           | Rhode Island  | House of Representatives | 7th               | ab 2021   |
| Torrey Harris           | Tennessee     | House of Representatives | 90th              | seit 2020 |
| Brian Cina              | Vermont       | House of Representatives | Chittenden-6-4    | seit 2016 |
| Lee J. Carter           | Virginia      | House of Delegates       | 50th              | seit 2018 |
| Melanie Morgan          | Washington    | House of Representatives | 29th-Position 1   | seit 2019 |

#### Frühere
| Name            | Staat         | House                    | Distrikt             | Amtszeit  |
| --------------- | ------------- | ------------------------ | -------------------- | --------- |
| Harlan Baker    | Maine         | House of Representatives |                      | 1979–88   |
| Perry Bullard   | Michigan      | House of Representatives | 53rd                 | 1973–92   |
| Niilo Koponen   | Alaska        | House of Representatives |                      | 1982–92   |
| Babette Josephs | Pennsylvania  | House of Representatives | 182nd                | 1985–2012 |
| Tom Gallagher   | Massachusetts | House of Representatives | 1st Suffolk district | 1980–86   |
| Kaniela Ing     | Hawaii        | House of Representatives | 11th                 | 2012–18   |
| Isaac Robinson  | Michigan      | House of Representatives | 4th                  | 2019–20   |